# Масонська Ложа
Масонська Ложа (з фр. loge maçonnique, від loge — «будиночок») — базова масонська організація. Кожен масон належить до певної Масонської Ложі. В свою чергу, кожна Масонська Ложа підпорядковується Великій Ложі, яка слідкує за дотриманням Ложею Конституцій та Регламенту, що діють в юрисдикції цієї Великої Ложі.
Також Ложею, або Храмом («Філософії та Мистецтва») називають приміщення, в якому збирається Масонська Ложа для проведення своїх робіт. Але в багатьох країнах відмовились від такої практики, щоб не викликати підозр і забобонів.

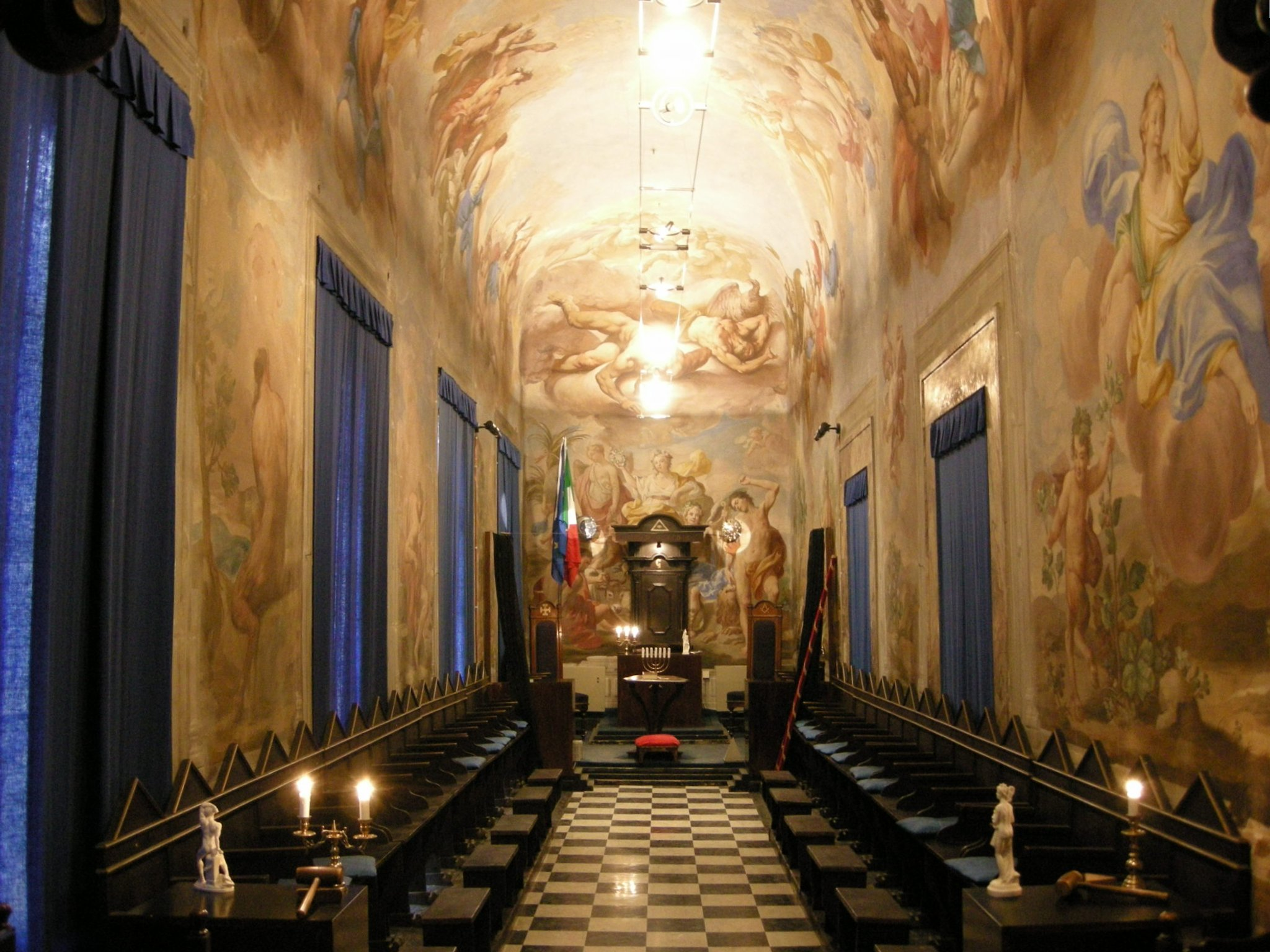
Масонська Ложа в Італії

## Типи

### Блакитні Ложі
Блакитні Ложі, або «Символічні Ложі», чи «Ложі Іоанівського Масонства» це Ложі в яких праці проводяться в трьох символічних ступенях Масонства — Учня, Підмайстра та Майстра. Свою назву «Іоанівські» вони отримали від імені святого-покровителя — Іоана Хрестителя.

### Навчальні Ложі
Навчальна Ложа це Ложа, в якій посадові особи Символічних Лож, а також Майстри які планують зайняти посади в своїх Ложах, під наглядом досвідчених Масонів вивчають ритуал та беруть участь в репетиціях з його проведення. Також в Навчальних Ложах проводять лекції з ритуалу та символізму, з метою розширення знань та розуміння Масонства серед Братів.

### Дослідницькі Ложі
Дослідницькі Ложі мають на меті сприяння масонській вченості та проводять дослідження в галузі ритуалів, масонського права тощо. В багатьох юрисдикціях, традиційно, Дослідницькі Ложі мають особливу назву — «Четверо Коронованих» (лат. Quatuor Coronati). Зазвичай вони складаються виключно з Майстрів та не можуть присвоювати ступені.

### Ложі додаткових Ступенів
Це Ложі, в яких проводяться роботи в додаткових ступенях Масонства. Це, наприклад, Андріївські Ложі та Верховний Капітул в Шведському Статуті, чи Ложі Вдосконалення, Капітул, Ареопаг та Консисторія в Старовинному та Прийнятому Шотландському Статуті.

### Материнська Ложа
Так в деяких юрисдикціях, Масон називає Ложу де він був прийнятий. Також, в Ложах та Великих Ложах так називають Ложу чи Велику Ложу яка брала участь у створенні цієї Ложі. Наприклад, для Великої Ложі України Материнськими є Велика Національна Ложа Франції та Велика Ложа Австрії.

## Організаційна структура
На чолі Символічної ложі стоїть Достойний Майстер (Майстер Престолу чи Майстер Ложі). Ця посада виборна, так само як і посада Скарбника. Достойний Майстер призначає Урядників (Офіцерів) Ложі, перелік посад та їх роль в ритуалі відрізняється в залежності від Ритуалу, що практикується в Ложі.

## Членство в Ложі
Після того, як Ложа обрала чи затвердила (в залежності від вимог Великої Ложі) кандидата, вона вирішує коли і як надавати йому наступні ступені. Взагалі ті, хто отримав ступінь Учня, вже вважаються Масоном, але мають певні обмеження в правах до моменту досягнення ступеня Майстра. Зазвичай лише Майстер може отримати Сертифікат Великої Ложі (масонський паспорт) який дає право відвідувати Ложі в інших юрисдикціях.
Майстер Масон є повноправним членом своєї Ложі, окрім випадків якщо він був «приспаний» (англ. dropped from the rolls) через порушення, такі як несплата внесків, або якщо він пішов у відставку, зазвичай з особистих причин, чи перейшов до іншої Ложі, в тих юрисдикціях де одночасне членство в кількох Ложах не допускається. Масон може бути виключений з Ложі та Масонства в цілому, якщо його засуджено за тяжкі порушення цивільного чи масонського права.
Майстер «на хорошому рахунку» (англ. «in good standing»), чиї внески вчасно оплачуються та якщо щодо нього немає масонських розслідувань та дисциплінарних покарань, може приєднатись ще до однієї регулярної Ложі. Йому вже не потрібно проходити всі ступені в цій Ложі і він може зайняти Офіцерську посаду в цій Ложі.
Якщо Майстра було «приспано» через несплату внесків він може бути негайно поновлений після погашення заборгованостей. Але в багатьох юрисдикціях існує вимога про обов'язкове голосування Ложею питання поновлення.
Багато Великих Лож дозволяють Майстрам афілійовуватись в кілька Лож, або бути членом кількох Лож одночасно. В деяких юрисдикціях таким Майстрам заборонено займати більше ніж одну Офіцерську посаду одночасно.
Ці правила, зазвичай, не стосуються Учнів та Підмайстрів. У багатьох Великих Ложах Учні та Підмайстри не можуть піти у відставку, але вони можуть перейти до іншої Ложі з наміром здобути там ступінь Майстра, за згоди Материнської Ложі.

## Походження назви
Термін «Ложа» з'явився у середні віки, в часи будівництва готичних Соборів. Початково він означав невеличку повітку де мулярі зберігали свій інструмент, ховалися від негоди та проводили свої зібрання. З часом цей термін почав означати й зібрання мулярів.
Ось як це описує Збігнєв Герберт у своєму есе «Камінь з катедрального собору»:
Волтер де Черефорд, управитель робіт у Королівській Долині, 1277 року задумав вибудувати повітку для мулярів. Він, напевне, не сподівався, що ця споруда, звана по-французьки «ложею», зробить блискучу політичну кар'єру. Початок, однак, був вельми прозаїчним і приземленим. Йшлося про те, аби забезпечити майстрам, що обтесують каміння і готують елементи різьби, місце, де б вони могли попоїсти, а також сховатися від спеки і холоду. Звичайно, там ніхто не мешкав. Натомість, певна річ, повітка (відомо, що на спорудження тієї першої пішло тисячу чотириста дощок, а отже була вона, швидше за все, невелика і зовсім просто влаштована всередині) стала місцем фахових дискусій. Існує також документ, де розповідається про збройне втручання єпископської поліції, яка змушена була у ложі заспокоювати темпераментних мулярів, що сперечалися поміж собою. Діялося це не у Англії, а у Франції, на будові катедрального собору Нотр-Дам, бо звичай побудови лож швидко поширився на інші країни.